# スターリニズム
スターリニズムまたはスターリン主義（スターリンしゅぎ、露: сталинизм）は、1924年から1953年までソビエト社会主義共和国連邦（ソ連）の最高指導者であったヨシフ・スターリンの発想と実践の総体で、指導者に対する個人崇拝、軍事力や工作活動による暴力的な対外政策、秘密警察の支配を背景とした恐怖政治や大規模な粛清などを特徴とする全体主義を指す。また、それに通じる思想・体制である。スターリン自身はマルクス・レーニン主義と呼んだ。

## 概説
スターリンは「レーニンの最も忠実な使徒」を自称し、その支配イデオロギーを「マルクス・レーニン主義」と命名し定式化した。また、レーニン死後、彼をレーニン廟やレーニン像などによって神格化することで自らの個人崇拝も推進した。
「スターリニズム」（あるいはスターリニスト）という用語をスターリンやソ連の政権およびコミンテルン系譜の世界各国の共産党が自称した事は無い。トロツキーおよびトロツキズムの支持者（トロツキスト）によってはじめて規定された呼称・用語および概念であり、後にはローザ・ルクセンブルクの支持者も使用した。「スターリニズム」の用語は、非スターリン主義の共産主義者にとっては、「官僚主義」、「専制的な"自称社会主義国家"の崇拝者」、「独善的なセクト主義」、「個人崇拝」、「社会主義革命を実質的に放棄した日和見主義」、「世界革命を放棄した一国主義」などを指す蔑視語である。これらの批判はのちにトロツキズム運動、とりわけスターリン死後のスターリン批判の後のコミンテルン系譜の共産党運動の外における「ニュー・レフト」（新左翼）運動の新たな広がりを作り出し、日本においては反スターリン主義という傾向をも生み出した。
スターリニズムは、その広まった意味では、スターリン時代のソ連という国家で全体主義の形態を持ち秘密警察やプロパガンダや特に政治的抑圧の悲惨な戦術などによって特徴づけられる。ブリタニカ百科事典によると「スターリニズムはテロと全体主義の支配による統治を特徴とする」。

## 政治思想
スターリニズムの最大の特徴は、スターリン自身が提唱した「世界革命を経なくても（ロシア）一国による社会主義建設が可能である」（一国社会主義論）というテーゼだろう。レーニン、トロツキーをはじめロシア革命期のボルシェビキの指導部は一致した見解であり大前提として「一国による革命と国際革命-世界革命の結合なくして資本家の搾取を廃絶する社会主義体制の建設と確立は不可能である」（世界革命論）を共通の認識にしていた。それは第一インターナショナル以来のマルクス主義の初歩の原則であった、といえる。
ロシア革命を成就させ、「反革命干渉戦争」に勝利したソビエト政権だったが、レーニン、トロツキーらが展望したヨーロッパ革命はドイツをはじめすべての国で敗北してしまう。また、ソビエト国内においても干渉戦争と「反革命」勢力との内戦によって多くの人命が失われ、国土が荒廃した結果、民衆の革命への熱意は低下する。1924年のウラジーミル・イリイチ・レーニンの死去にともなって当時ソ連邦共産党書記長に就任したスターリンは、疲弊したロシア民衆と共産党内の意識を背景に「世界革命がなくとも社会主義は建設できる」と打ち出し、その権力を利用して「レーニン記念入党運動」と称して出世志向の者を大量に党員に採用することで党内で多数派を形成し、トロツキーら革命時のボルシェビキ指導部を追放する。党員の大量採用による多数派形成は、ボルシェビキ-ロシア共産党にとっても「意識的な共産主義者の党」だったあり方からの極端な転換である。
また、スターリンは、ソ連邦共産党の権威を背景にコミンテルンにも君臨し、各国の共産党の左派的な部分を「トロツキスト」として追放する。以後、コミンテルンは「世界革命路線」を実質放棄した「ソ連邦防衛のための道具」とされ、「各国革命運動の利益」よりも「ソ連邦の利益」が世界各国の共産党にとって優先された。
1934年にソ連共産党党政治局員キーロフが何者かに暗殺される。スターリンは、この事件を「トロツキー一派の仕業」と決めつけ（でっち上げであることは確定している）、「社会主義の建設が進めば進むほど、帝国主義に援助された"内部の敵"の反抗も激烈になる」（いわゆる「階級闘争激化論」）というテーゼをもって、1936年に本格的に「大粛清」を開始する。スターリンは、自らに反対する者、あるいは抹殺してしまいたい者に対して「トロツキスト」というレッテルを多用した。ここで言う「トロツキスト」とは「ソ連邦の破壊を目論むトロツキーを頭目とする反革命分子で帝国主義の手先の群れ」あるいは「ファシストの第五列」などと定義されたが、実際は粛清された多くの者はトロツキーあるいはトロツキーの指導する「左翼反対派」の組織（のちに第四インターナショナルを形成する）とは無関係であった。このレッテルとしての「トロツキスト」という用語は、「スパイ挑発者」あるいは「左翼を装った反革命」を意味するものとして、世界各国の共産党によって第二次大戦後も長らく使用されることになる。大粛清は、共産党内からソビエト赤軍、ソ連邦に亡命していた各国の共産党・コミンテルン活動家、そしてソビエト社会全般へとおよび、その犠牲者は最大約700万人にのぼるとも推定される。
「マルクス主義」に「民族（排外）主義」あるいは「ナショナリズム」の概念を持ち込んだのも、スターリンの仕業である。トロツキーをはじめ、革命期のボルシェビキ指導部の多くがユダヤ人であったが、スターリンは反ユダヤ的宣伝で彼ら政敵の追放を口実にできた。また、「一国社会主義建設論」自体も、民族主義的に鼓舞した側面もある。スターリンが、その「民族主義」を最も鼓舞したのは、ナチス・ドイツによるソ連邦侵攻の時期であろう。スターリンは、その反撃戦を「大祖国戦争」（露名 Великая Отечественная Война 英訳 Great Patriotic War）と名付け、「ロシア民族の命運を賭けた決戦」として過去のロシア歴史における英雄、神話を宣伝し、国民・兵士の士気の高揚に利用した。またソ連軍の苦戦の中、それまで聖職者・修道士・修道女・一般信徒多数の殺害や、大半の聖堂の物理的破壊などを伴う弾圧を正教会に加えていた姿勢を一転させ、ロシア正教を利用することで「ロシア・アイデンティティー」を極限まで扇動した。
この時期の各国の共産党の反枢軸・レジスタンス戦争は、フランス共産党やギリシャ共産党、中国共産党などに代表されるように、民族主義・愛国主義の色彩を濃くしていた。スターリンは1943年には、「反ファッショ戦争」においてコミンテルンを解散させ、コミンテルン系譜の共産党の"スターリニズム"の特徴として「プロレタリア国際主義」よりも「民族主義」を強調する綱領・方針が挙げられる（日本共産党においては「民主民族統一戦線」という綱領、あるいは「真の愛国者の党」という宣伝に表現されている）。

## 体制の一般的性格
1930年代にスターリニズムに基いて成立した一国型社会主義（特にその国家体制）を指してソ連型社会主義とも呼ばれるこれらの国家が実現したものを社会主義と呼ぶべきかどうかについて長い間、非スターリニズムの党派・活動家の間では議論が戦わされた。ソ連邦およびスターリン、ソ連共産党、コミンテルン系譜の共産党を支持しない社会主義者からは社会主義の語から区別するために「官僚的に歪められ、堕落した労働者国家」（トロツキー）、「官僚的集産国家」（マックス・シャハトマン -トロツキー派から分裂したアメリカの活動家）、「国家資本主義」（トニー・クリフ -トロツキー派から分裂したイギリスの活動家）、「赤色帝国主義」（黒田寛一）、「スターリニスト官僚国家」（中核派など）などと規定された。
なお、「ローザ主義者」およびアナキストはレーニン時代のボリシェヴィキ、あるいはトロツキズムもスターリニズムのルーツとして批判し、同質の強権的な「国家共産主義」として批判している。1991年のソビエト連邦の崩壊以降、世界各国の共産党は党名の変更および社会民主主義への転向を大勢とし、影響力の低下は否めない。それとともに、残存共産党の「スターリニズム」の体質の弱まりも指摘される。
カール・ウィットフォーゲルはアジア諸国の制度の研究から「東洋的専制主義」の概念をつくり、これを適用してスターリニズムを説明しようとした。実際、西側諸国では地理的にも政治的にも民族的にも旧ソ連はヨーロッパとは異質の存在（東方正教会文明）とされ、ユーラシアや北アジアと扱われた。また、孫文の大アジア主義はソ連をアジアの国としている。

## 経済政策
スターリンは、ソビエト政権が戦時共産主義による干渉戦争と内戦での勝利とともに開始させた「新経済政策」（いわゆるNEP）から転換、1928年にゴエルロ・プランを巨大化させた第一次五ヶ年計画を開始する。それは西側陣営にハイペースで追いつこうとする産業化政策であり、軍事力を高めることを目標とし、また、産業化を後方で支援するための農業の集団化（コルホーズ）をセットとした。そこでは、労働者への極端なノルマを課した成果主義（スタハノフ運動）と「富農（クラーク）の絶滅」が叫ばれた。発電所やダム建設などの巨大プロジェクトによって労働者は動員され、強制収容所から「（作り出された）囚人」が無報酬で働き、農作物は強制的に徴発され、広範な飢餓地帯（とりわけウクライナ）と大量の犠牲者を生み出すことになる。これらの政策によりソ連の国力は第二次世界大戦前までにはヨーロッパを超え、アメリカに次ぐ超大国の地位を得た。
現在では、重工業重視による「生産力至上主義」に基づく「社会主義経済建設」の展望も、"スターリニズム"の系譜を引いている思考および志向と言うこともできる。

## 党組織論
以下のような、スターリンおよびソ連邦共産党、コミンテルン系譜の各国共産党の実践形態・実践結果を総称して、非スターリニズム左翼は「スターリニズム」と定義している。
- ボルシェビキは暴力革命を是認するものの、党内活動に対しては元々野次すらも議事録に残し、政策・方針によっては分派活動の形成を容認するなど党内民主主義の度合いの強い組織だった。ロシア内戦期に、指導部の強化を目的にして分派形成は禁止されたが、少なくともレーニン、トロツキーらにとっては、「内戦期という非常事態における一時的措置」として位置づけられていた。これをスターリンは、レーニン死後、「党は実践集団であって、討論クラブではない」という命題によって、「一枚岩の民主集中制の絶対原則」として分派形成を禁止する。この「原則」が、「指導部批判＝敵対者」と規定される土壌を作り出すことになる。各国の共産党も、例外なくこの「原則」を倣っていくことになるが、この「絶対原則」によって、党内討議・党内民主主義（批判の自由）よりも指導部の「指令」「指導」が絶対化される官僚主義が各国の共産党を共通して蝕んだ大きな根拠となっていく。
- 「真理は一つであり、その真理に立つ労働者階級の前衛党は各国に一つでしかあり得ない」または「統一した党は労働者階級と革命の司令部であり、司令部がいくつもあったら命令指揮系統が混乱する」とする一国一前衛党論は、自派以外の共産主義党派および共産主義者を排撃し、民衆の運動は自派によって指導されなければならない、とする独善主義の論理として作用する。それは「共産党主導でなければ革命は起きない」あるいは「大衆運動や労働組合などの大衆組織は共産党を拡大するために存在する」「共産党の指導外の運動は破壊してもよい」というような思考をもたらし、「大衆運動の利益」よりも「共産党の利益」を優先する体質を形成してきたと言える。

スターリンの指導下のコミンテルンの系譜に属する共産党は、スターリニズム政党であるか、すべてがそうであった時期を経験している。特にフランス共産党は、スターリニズムの影響を最も強く受けており、「モスクワの寵児」「モスクワの長女」（モスクワからの意向にはほぼ従う、という意味）と呼ばれていた。第二次世界大戦後、世界の3分の1の領域を支配した社会主義国家群の大多数は、スターリンと対立したチトー主義のユーゴスラビアを除いてソ連型社会主義国家であり、「スターリニズム」に支配された国家だったといえる。
ソ連と距離を置いた中華人民共和国の毛沢東思想やアルバニア社会主義人民共和国のホッジャ主義などは何れもスターリン死後のスターリン批判に否定的なのであって、スターリニズムからの派生であり、フルシチョフら非スターリン化を進めるソ連指導部を修正主義と批判した。

## 議論・批判
20世紀から21世紀現在にかけて、スターリン主義=マルクス・レーニン主義の理論、およびその実践については、各項目について詳細かつ膨大な議論と批判と研究が、哲学、政治学、経済学、社会学、歴史学など様々な分野でなされてきた。総合的な議論の詳細については「マルクス主義批判」を、マルクス経済学およびスターリン主義国家の政策についての批判と議論については「マルクス経済学への批判」を参照。

## 関連作品
- スターリン讃歌 - スターリン死後から1年後に発表された詩集。日本共産党によるスターリンへの追悼文も載っている。
- アンドレ・ジッドは訪問記『ソヴィエト旅行記』(1936)でスターリン時代のソヴィエトの実態について報告し、批判された。
- ジョージ・オーウェルは、風刺小説「動物農場」(1945)で、全体主義やスターリン主義への批判と風刺を、スターリンとトロツキー両者を豚に擬えて描いている。
- アレクサンドル・ソルジェニーツィン『収容所群島』1973年-1975年